# Испанские леди

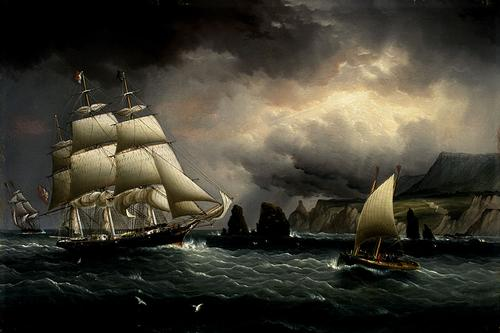
Джеймс Эдвард Баттерсворт. Клипер «Летящее облако» у Игл, остров Уайт (1859—1860 гг.).

«Испанские леди» (англ. Spanish Ladies) — британская военно-морская песня-шанти. Описывает отбытие британских моряков Королевского флота из Испании в Даунс.
Согласно индексу народных песен Рауда имеет номер 687.

## История
Впервые песня под названием «Spanish Ladies» появляется в документах английской компании «Почтенной компании торговцев канцелярскими принадлежностями и изготовителей газет» (Stationer’s Company) 14 декабря 1624 года, однако упоминания именно о данной песне отсутствуют вплоть до 1796 года. Возможно, современный текст сложился во времена Наполеоновских войн, а именно во время Войны первой коалиции (1792—1797 годов), когда Королевский флот снабжал испанскую армию против Первой Французской республики.
Вероятнее всего, песня приобрела популярность уже во время Пиренейской войны, когда британские солдаты прибыли в Бонапартистскую Испанию на помощь повстанцам, борющимся с французской оккупацией. После победы над французской армией британские военные вернулись обратно домой, но им было запрещено забрать с собой их испанских жён, любовниц и детей.
Песня предшествует появлению жанра шанти. Шанти были в основном песнями торгового флота, а не военно-морского. Тем не менее, в 1840 году капитан Фредерик Марриет в своём романе «Бедный Джек» упоминает об этой песне как некогда популярной среди моряков, а в его времена «почти забытой»; он записал её в своём романе, «чтобы спасти от забвения».

## Текст
| Оригинал Farewell and adieu, to you Spanish ladies Farewell and adieu, to you ladies of Spain For we received orders For to sail for Old England But we hope, very soon, we shall see you again Припев: «We’ll rant and we’ll roar like true British sailors We’ll rant and we’ll roar along the salt seas Until we strike soundings in the channel of Old England From Ushant to Scilly is 35 leagues» We hove our ship to, with the wind at Southwest boys We hove our ship to, our soundings to see We rounded and sounded got 45 fathoms We squared our main yard and up channel steered we (Припев) The next land we made was called «The Deadman» Next Ram Head, off Plymouth, off Portland and Wight We sailed by Beachy, by Fairlee and Dungeness 'Till we came abreast of the south foreland light (Припев) Then the signal was made for the grand fleet to anchor All in the Downs that night for to lie Then it’s stand by your stoppers, steer clear your shank-painters Haul up your clew garnets, let tacks and sheet fly (Припев) So let every man toss off a full bumper And let every man drink off a full glass We’ll drink and be merry and drown melancholy Singing, here’s a good health to each true-hearted lass We’ll rant and we’ll roar like true British sailors We’ll rant and we’ll roar along the salt seas Until we strike soundings in the channel of Old England From Ushant to Scilly is 35 leagues |  | Перевод Прощайте, прощайте, испанские леди Прощайте, прощайте, леди Испании Мы получили приказ Отплыть в Старую Англию Но мы надеемся, что очень скоро мы снова увидимся. Припев: «Мы будем разглагольствовать, и мы будем рычать, как настоящие британские моряки. Мы будем разглагольствовать и рычать по соленым морям. Пока мы не измерим глубину в канале Старой Англии От Уэсана до Силли — 35 лиг». Мы направляем наш корабль с ветром на юго-запад, ребята Мы направляем наш корабль, чтобы увидеть наши измерения Мы округлили и мерили, получили 45 морских саженей Мы выровняли нашу главную рею и направились вверх по каналу. (Припев) Следующая земля, которую мы достигли, называлась «Мертвец». Потом Рэйм-Хед, Плимут, Портленд и Уайт Мы плыли у Бичи, у Фэрли и Дандженесса Пока мы не приблизились к маяку Южного Форланда (Припев) Затем был дан сигнал великому флоту бросить якорь, Остаться на ночь в Даунс. Потом станьте у якорей, Подтяните углы парусов, выпустите шкоты (Припев) Так пусть каждый выпьет по полной Пусть каждый выпьет полный стакан Выпьем и повеселимся и утопим меланхолию Пойте, крепкого здоровья каждой верной девушке Мы будем разглагольствовать и рычать, как настоящие британские моряки Мы будем разглагольствовать, и мы будем рычать по соленым морям Пока мы не измерим глубину в канале Старой Англии От Уэсана до Силли — 35 лиг |  |

## В массовой культуре
Роберт Шоу, актёр, спевший песню в фильме «Челюсти», также спел её несколькими годами ранее в эпизоде телешоу «Пираты» в 1956 году.
Песня была использована в сериалах «Убойный отдел», «Приключения королевского стрелка Шарпа», «Хорнблоуэр», "Джимми Нейтрон, «Менталист», «Сплетница», «Монсуно» и «Агент».
Песня появилась в фильме 1975 года «Челюсти». Она также была исполнена в фильме 2003 года «Хозяин морей: На краю земли», основанном на книгах О’Брайана.
В видеоигре Assassin's Creed IV: Black Flag «Испанские дамы» являются одной из коллекционных морских шанти, которые моряки на корабле игрока могут начать петь во время плавания вне боя.
Майкл МакКормак и гитарист Грег Паркер записали версию песни для финальных заглавий документального фильма «Акула все ещё работает: влияние и наследие „Челюстей“».
Австралийская певица и автор песен Сара Бласко выпустила кавер на песню, которая была представлена в сериале «Поворот: Шпионы Вашингтона».
Фолк-рок группа из Санкт-Петербурга Sherwood записала русскоязычную версию песни в переводе её солиста Юрия Иванова для альбома «Лукавая Джоанна».